# Poecilopsis rufilineata
Poecilopsis rufilineata är en fjärilsart som beskrevs av Harrison. Poecilopsis rufilineata ingår i släktet Poecilopsis och familjen mätare. Inga underarter finns listade i Catalogue of Life.